# Doorstart (financieel)
Een doorstart van een bedrijf betekent dat na de faillissementsverklaring, de curator besluit om het bedrijf, vaak in afgeslankte vorm, door te laten draaien. Een voorbeeld is dat de rechtsvorm een BV is. Het faillissement houdt liquidatie in. Een nieuwe BV wordt opgericht die een deel van de bezittingen van de oude BV van de curator koopt, en daarmee het bedrijf min of meer voortzet.
Doorgaans krijgen de werknemers dan een nieuw contract, worden niet alle crediteuren betaald, en kan zo het bedrijf weer winstgevend worden gemaakt. 
Veel landen kennen speciale herstructureringsprocedures voor een doorstart. In Nederland is de beoogde regeling, surseance van betaling, in de praktijk niet effectief en wordt teruggegrepen op een daadwerkelijk faillissement. Hoe dan ook, de curator of bewindvoerder zal zich direct na benoeming een beeld van de onderneming en diens inkomsten en schulden trachten te vormen.
Vaak zal men trachten de winstgevende 'kern-onderneming' van de niet-winstgevende takken proberen te scheiden. De curator of bewindvoerder zal trachten de verliesgevende onderdelen af te stoten of te liquideren. Dit kan betekenen dat sommige werknemers hun baan verliezen. Ook zal met de crediteuren worden onderhandeld, die wellicht genoegen moeten nemen met minder of latere terugbetaling.
Een doorstart is een aantrekkelijker alternatief dan het volledig doorlopen van de faillissementsprocedure die meestal eindigt met de liquidatie van de onderneming. De aandeelhouder zal in de toekomst wellicht dividend en waardestijgingen van zijn aandelen kunnen verwachten, sommige werknemers behouden hun baan en de overheid ziet dat economisch potentieel en belastinginkomsten gedeeltelijk behouden blijven.